# La Asunción de la Virgen (Reni)
La Asunción de María es un cuadro al óleo sobre tela (238x150 cm) de Guido Reni, fechado en 1627, y conservado en la iglesia de Santa María Asunta, en Castelfranco Emilia.

## Historia y descripción
Se trata de una obra ampliamente documentada. Antonio Masini escribe en Bologna Perlustrata: “de Guido Reni es la famosísima pintura de la Asunción de la Virgen, hecha hacia el 1627 para el Doctor Christoforo Masini, Arcipreste y Vicario de esta tierra, e introducida en solemnísima procesión el 16 de mayo”, contando que a continuación se produjo un milagro por la imagen.
Reni tenía un taller muy activo desde tiempo atrás, para hacer frente a los numerosos encargos, pero en este caso, la autoría del cuadro está comprobada. Ya había pintado dos precedentes, uno para la iglesia genovesa de San Ambrosio, y otro para la parroquia de Pieve di Cento, pero en esta gran tela, crea el tipo de la Madonna Assunta, que en seguida se fundirá – con mínimas variantes – con el de la Inmaculada Concepción. 